# Marchantiaceae
Marchantiaceae je porodica jetrenjarnica u redu Marchantiales.  Ime je dobila po rodu Marchantia.

## Rodovi
Postoji 7 rodova:
1. Achiton Corda
2. Askepos Griff.
3. Bucegia Radian
4. Chlamidium Corda
5. Chomiocarpon Corda
6. Hygropyla Taylor
7. Marchantia L.
8. Marchantiolites Lundbl.
9. Marchasta E.O. Campb.
10. Preissia Corda